# Dolina, Tržič
Dolina je naselje v Občini Tržič.